# Marques de Carvalho
João Marques de Carvalho (Belém, 6 de novembro de 1866 — Nice, 11 de abril de 1910) foi um escritor, diplomata e jornalista paraense. É autor da obra naturalista Hortênsia, de 1888, ambientada em Belém.

## Biografia
Em 1879, embarca para Lisboa a fim de continuar os estudos de humanidades. Dois anos depois transfere-se para a França. Volta ao Pará, em 1884, iniciando a carreira de jornalista como colaborador do Diário de Belém. Rompe no ano seguinte com esse periódico pela recusa em publicarem o conto "Que bom marido!", declarado imoral. No dia seguinte A Província do Pará o publica. Mais tarde, esse trabalho aparece em Contos Paraenses, 1889, páginas: 45-53.
Em 3 de setembro é representada no Teatro Cosmopolita a comédia em um ato Entre Parentes..., na festa da atriz Aurora de Freitas.
Em 1887, é um dos fundadores e redator-chefe do diário Comércio do Pará.
Em 1888, publica sua obra máxima, Hortênsia, um romance naturalista que retrata um incesto entre dois irmãos. Foi impresso na tipografia da Livraria Moderna, em Belém. Foi reeditado, em 1989, e por último em 1997.
Em 1891, sendo ministro das Relações Exteriores (1891 a 1893) o paraense Justo Leite Chermont, inicia a carreira diplomática como cônsul brasileiro em Georgetown. No ano seguinte é transferido para Assunção como segundo-secretário de legação.
Em 1894, é transferido para Montevidéu como primeiro-secretário. Um ano depois vai para Buenos Aires como encarregado dos negócios. Em 1896, é demitido de suas funções por interferência do ministro Fernando Abbott, que o acusa dos crimes de peculato e estelionato. Volta então para Belém, reiniciando as atividades jornalísticas em A Província do Pará.
Em 1897, vai ao Rio de Janeiro para defender-se da acusação imposta ficando preso no quartel da Brigada Policial.
Em 1898, é condenato por peculato, grau médio, no Supremo Tribunal Federal. Por intermédio de seu advogado, é absolvido no ano seguinte.
Em 1900, funda a Academia Paraense de Letras, que só irá se estabelecer de fato em 1913. Achando-se doente, fixa residência em Nice, onde falece.

## Obras
- Georgina, novela, Diário de Belém, 1884
- Que bom marido!, conto, Província do Pará, 1885
- Entre parentes..., peça, 1885
- O sonho do monarcha, poemeto, 1886
- Lavas, poemeto, 1886
- Paulino de Brito, ensaio, 1887
- Hortênsia, romance naturalista, Tip. da Livraria Moderna, Belém, 1888
- O livro de Judith, versos e contos, 1889
- Contos Paraenses, Tip. de Pinto Barbosa, Belém, 1889 (eBook)
- Entre as Nymphéas, contos e sensações, Buenos Aires, 1896 (eBook)
- A carteira de um diplomata, comentários, Typ. Aldina, 1889
- Contos do Norte, tip. da Papelaria Silva, Belém, 1900 (eBook)
- A Bubônica, revista de volumes paraenses, 1904

## Referência
- COUTINHO, Afrânio; SOUSA, J. Galante de. Enciclopédia de literatura brasileira. São Paulo: Global.